# August Albrecht (Politiker)

August Albrecht (1971)

August Albrecht (* 16. November 1907 in Romanshorn; † 12. April 1988 in Luzern, katholisch, heimatberechtigt in Mels) war ein Schweizer Politiker (CVP).

## Leben
August Albrecht, 1907 als Sohn des Adjunkten der SBB August Albrecht senior geboren, absolvierte zunächst eine Ausbildung zum Schlosser bei BBC Baden, anschliessend studierte er am Technikum Winterthur, wo er 1931 mit dem Diplom als Elektro-Ingenieur HTL abschloss.
Beruflich war Albrecht danach über vierzig Jahre, und zwar von 1937 bis 1978, als erster Direktor des Elektrizitätswerks Nidwalden tätig. Zudem fungierte August Albrecht als Verwaltungsratspräsident der Stansstad-Engelberg-Bahn (LSE), im Verwaltungsrat der Oerlikon-Bührle-Holding AG und der Pilatus Flugzeugwerke AG.
In der Schweizer Armee diente er im Rang eines Artillerie-Oberst. August Albrecht, der 1933 Elsa geborene Waber ehelichte, starb am 12. April 1988 im Alter von 80 Jahren in Luzern.

## Politische Karriere
Auf politischer Ebene gehörte Albrecht im Gegensatz zu seinem Bruder Hans der CVP an. In den Jahren 1958 bis 1974 wirkte er als Bau-, Verkehrs- und Energiedirektor im Nidwaldner Regierungsrat. Darüber hinaus sass er von 1967 bis 1979 im Nationalrat. Der wortgewandte Albrecht verstand es immer wieder, das Nidwaldner Stimmvolk für den Ausbau der Verkehrswege, nämlich der LSE und der A2, zu gewinnen.

## Weblink
- Peter Steiner: Albrecht, August. In: Historisches Lexikon der Schweiz.

| Personendaten    | Personendaten             |
| ---------------- | ------------------------- |
| NAME             | Albrecht, August          |
| KURZBESCHREIBUNG | Schweizer Politiker (CVP) |
| GEBURTSDATUM     | 16. November 1907         |
| GEBURTSORT       | Romanshorn                |
| STERBEDATUM      | 12. April 1988            |
| STERBEORT        | Luzern                    |